# Tour de Berne féminin
Le Tour de Berne féminin est une course cycliste féminine qui se tient tous les ans à Berne en Suisse. Le Tour de Berne a fait partie de la Coupe du monde de cyclisme sur route féminine de 2006 à 2009. 
Au moins de 2008 à 2009, la course démarre à côté des locaux de l'entreprise Bigla, qui parrainait alors également une équipe, à Lyss.

## Palmarès
| Année                   | Vainqueur           | Deuxième              | Troisième             |
| ----------------------- | ------------------- | --------------------- | --------------------- |
| 1979                    | Jolanda Kalt        | Rosmarie Kurz         | Anita Loosli          |
| 1980                    | Rosmarie Schatzmann |                       |                       |
| 1981-1982 Pas de course |                     |                       |                       |
| 1983                    | Stefania Carmine    |                       |                       |
| 1984                    | Evelyne Müller      | Manuela Wohlgemuth    | Hilde Dobiasch        |
| 1985                    | Sandra Schumacher   |                       | Manuela Wohlgemuth    |
| 1986                    | Evelyne Müller      |                       |                       |
| 1987                    | Edith Schönenberger | Barbara Erdin-Ganz    | Brigitte Gyr-Gschwend |
| 1988                    | Barbara Erdin-Ganz  | Edith Schönenberger   | Brigitte Gyr-Gschwend |
| 1989                    | Barbara Erdin-Ganz  | Edith Schönenberger   | Evelyne Müller        |
| 1990                    | Evelyne Müller      | Luzia Zberg           | Edith Schönenberger   |
| 1991                    | Luzia Zberg         |                       |                       |
| 1992                    | Luzia Zberg         | Karina Skibby         | Barbara Heeb          |
| 1993                    | Katrin Ranger       | Evelyne Müller        | Sandra Schumacher     |
| 1994                    | Natalja Kistchuk    | Luzia Zberg           | Alexandra Bähler      |
| 1995                    | Luzia Zberg         | Barbara Heeb          | Marcia Eicher         |
| 1996                    | Karin Möbes         | Barbara Heeb          | Diana Rast            |
| 1997                    | Diana Rast          | Yvonne Schnorf-Wabel  | Natalja Yuganiuk      |
| 1998                    | Chantal Daucourt    | Barbara Heeb          | Nicole Brändli        |
| 1999                    | Marion Brauen       | Diana Rast            | Barbara Del Vai       |
| 2000                    | Noemi Cantele       | Nicole Brändli        | Bettina Schöke        |
| 2001                    | Vera Hohlfeld       | Diana Žiliūtė         | Nicole Brändli        |
| 2002                    | Priska Doppmann     | Jenny Algelid         | Miho Oki              |
| 2003                    | Olivia Gollan       | Nicole Brändli        | Swetlana Bubnenkowa   |
| 2004                    | Fabiana Luperini    | Lyne Bessette         | Karin Thürig          |
| 2005                    | Edita Pučinskaitė   | Monica Holler         | Oenone Wood           |
| 2006                    | Zulfiya Zabirova    | Oenone Wood           | Olga Sljussarewa      |
| 2007                    | Edita Pučinskaitė   | Marianne Vos          | Oenone Wood           |
| 2008                    | Susanne Ljungskog   | Judith Arndt          | Mirjam Melchers       |
| 2009                    | Kristin Armstrong   | Marianne Vos          | Trixi Worrack         |
| 2010                    | Sharon Laws         | Polona Batagelj       | Carla Ryan            |
| 2011                    | Pascale Schnider    | Jessica Schneeberger  | Jennifer Hohl         |
| 2012                    | Emma Pooley         | Doris Schweizer       | Jessica Schneeberger  |
| 2013                    | Nicole Hanselmann   | Doris Schweizer       | Mirjam Gysling        |
| 2014                    | Elke Gebhardt       | Vera Koedooder        | Jacqueline Hahn       |
| 2015                    | Doris Schweizer     | Ashleigh Moolman      | Lotta Lepistö         |
| 2016                    | Ashleigh Moolman    | Lotta Lepistö         | Clara Koppenburg      |
| 2017                    | Stephanie Pohl      | Jessica Allen         | Sarah Roy             |
| 2018 Pas de course      |                     |                       |                       |
| 2019                    | Elise Chabbey       | Cecilie Uttrup Ludwig | Jutta Stienen         |
| 2022                    | Annabel Fisher      | Lea Fuchs             | Lara Krähemann        |
| 2020 Pas de course      |                     |                       |                       |
| 2023                    | Lea Fuchs           | Anabel Yapura         | Aline Seitz           |